# Luděk Sobota
Luděk Sobota (ur. 27 maja 1943 w Pradze) – czeski aktor, scenarzysta i interpretator pieśni popularnych.

## Biogram
W 1966 r. ukończył DAMU w Pradze.
W latach 1968–1972 grał w teatrze Studio Ypsilon w Libercu. Potem członek praskiego Semaforu (1973-90). Tutaj jako partner Miloslava Šimeka wytworzył typ pomylonego blondyna (takiego głupiutkiego czeskiego Pierre’a Richarda).

## Filmografia
- Jáchyme, hoď ho do stroje! (Joachimie, wrzuć go do maszyny!, 1974) jako František Koudelka
- Zítra to roztočíme, drahoušku…! (Jutro się policzymy, kochanie, 1976) jako René Novák
- Já to beru, šéfe…! (1977)
- Jen ho nechte, ať se bojí (1978)
- Co je doma, to se počítá, pánové… (Wiedzą sąsiedzi, jak kto siedzi, 1980) jako René Novák
- Srdečný pozdrav ze zeměkoule (Serdeczne pozdrowienia z Ziemi, 1983) jako Vaněrka
- Létající Čestmír (Latający Czestmir, 1983) jako inspektor w instytucie
- Divoké pivo (1993)
- Ještrě větší blbec, než jsme doufali (1994)
- Chyťte doktora (2007)

## Role telewizyjne
- film Jak dostat tatínka do polepšovny (1978)
- serial Neviditelní (2014)

## Dyskografia
- 1995: Humor Party 2
- 1996: Neuvěřitelné situace
- 1998: O sexu a jiné monology